# 박현영 (배우)
박현영(1975년 ~ )은 대한민국의 배우이다.

## 출연 작품

### 영화
- 《백수아파트》 (2025년) - 교회 역
- 《남매의 여름밤》 (2020년) - 고모 역
- 《소나기달》 (2019년)
- 《속물들》 (2019년) - 김 변호사 역
- 《나만 없어 고양이》 (2019년) - 수정 엄마 역
- 《너와 극장에서》 (2018년) - 은정 역
- 《수성못》 (2018년) - 중년여성 역
- 《재꽃》 (2017년) - 진경 역
- 《꿈의 제인》 (2017년) - 주희 역
- 《안개는 걷히고》 (2016년)
- 《1 킬로그램》 (2015년)
- 《방과 후 티타임 리턴즈》 (2015년)
- 《연애다큐》 (2015년)
- 《오늘영화》 (2015년) - 박현영 역
- 《마돈나》 (2015년) - 준희 역
- 《어느 날 갑자기》 (2014년) - 체육 선생 역
- 《명왕성》 (2013년) - 김 선생 역
- 《가족시네마》 (2012년) - 현영 역
- 《고백》 (2011년)
- 《고양이: 죽음을 보는 두 개의 눈》 (2011년) - 김 순경 역
- 《레인보우》 (2010년) - 김지완 역
- 《오디션》 (2009년) - 오디션 참가자 역
- 《내 사랑 내 곁에》 (2009년) - 손 노인 딸 역
- 《슈퍼맨이었던 사나이》 (2008년) - 간호사 역
- 《어깨너머의 연인》 (2007년) - 직업소개소 직원 역
- 《만남의 광장》 (2007년) - 달수 모 역
- 《좋지 아니한가》 (2007년) - 허정란 역
- 《그놈 목소리》 (2007년) - 여순경 역
- 《오래된 정원》 (2007년) - 현영 역
- 《Mr. 로빈 꼬시기》 (2006년) - 선영 역
- 《무도리》 (2006년) - 자살지원자들 역
- 《Gift》 (2006년)
- 《화기애애》 (2005년)
- 《맛있니?》 (2005년) - 윤미 역
- 《6월의 일기》 (2005년) - 동욱 친구 역
- 《분홍신》 (2005년) - 홍보녀 역
- 《B형 남자친구》 (2005년) - 인터뷰 여 역
- 《살인의 추억》 (2003년) - 양호 선생 역
- 《유통기한》 (2002년) - 순호 역
- 《뽀삐》 (2002년)
- 《강원도의 힘》 (1998년) - 은경 역

감독
- 《탈리타 쿰》 (2015년)

## 수상
- 2014년 제12회 아시아나국제단편영화제 수상